# Київська нотація
Київська нотація («київське знам'я») — різновид лінійної нотації, прийнятий для запису церковної монодії на теренах України, а пізніше, Російської імперії в XVII — на початку XX століть.

## Характеристика

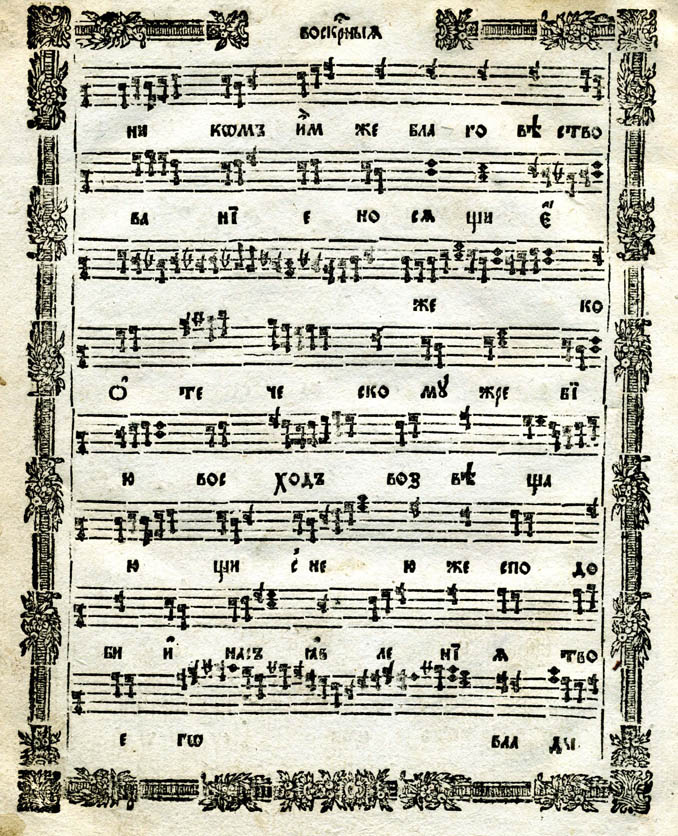
Ілл. 1. Євангельська стихира «Маріїні сльози» (фрагмент), записана у системі київської нотації. З кн. : Октоїх нотного співу 7-е вид. Москва, 1811

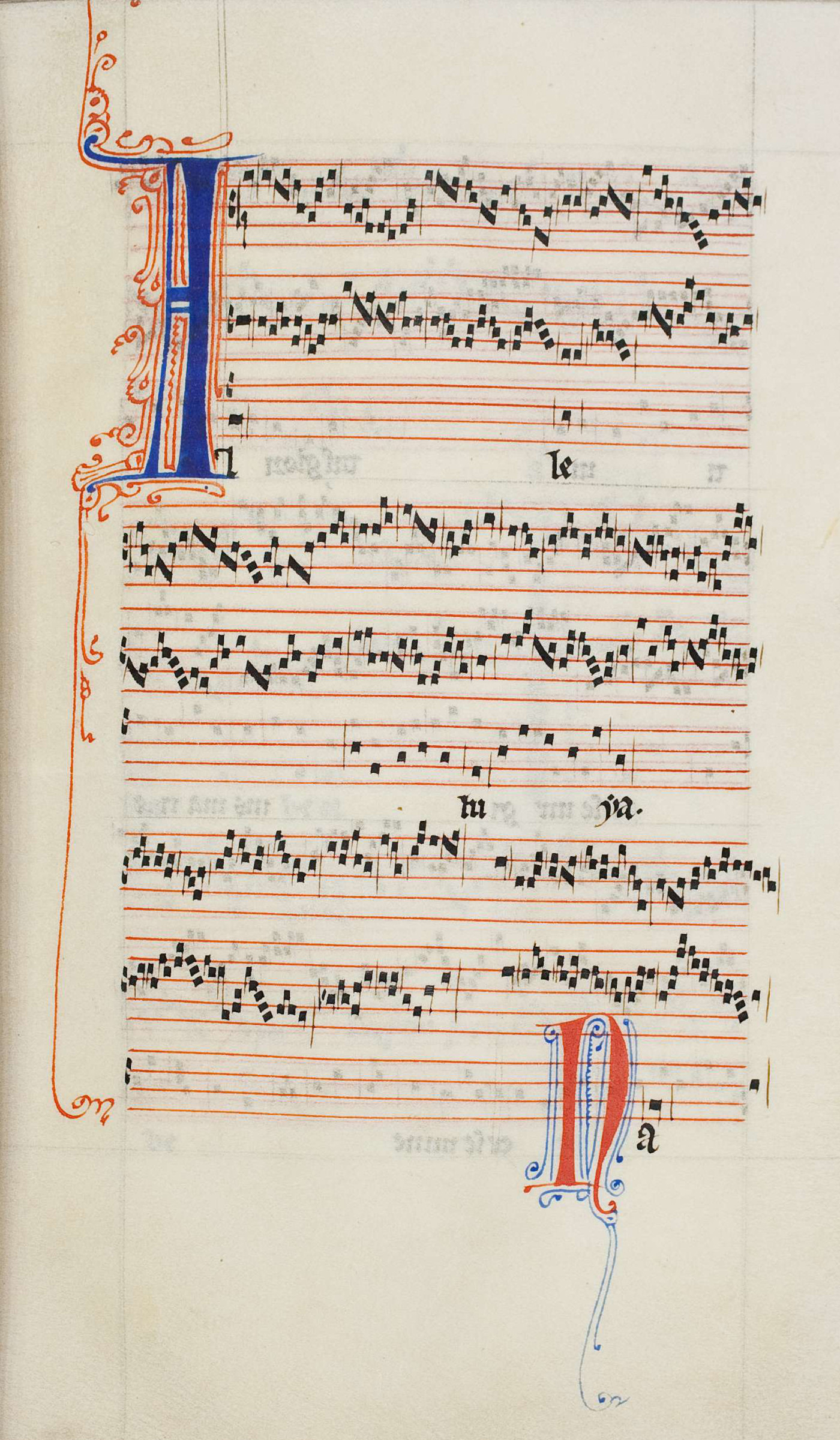
Аллілуйя 'Nativitas' Перотина, записана в системі модальної нотації (рукопис I-Fl Pluteus 29.1, XIII століття)

До кінця XVI століття поширена в українських церквах кулизмяна (невменна) нотація не забезпечити належну фіксацію все більш складних і багатоманітних церковних співів, що спонукало до реформи нотного запису. Нова нотація дістала назву «київське знам'я», що свідчить про її українське походження. Найдавнішою збереженою пам'яткою київської нотації вважається Львівський ірмологіон кінця XVI ст.
Київська нотація продовжує частково квадратну нотацію (прийняту в католицьких співочих книгах), частково мензуральну нотацію.
Символи київської нотації чорними. Основний символ київської нотації нагадує віргу (virga), одну з типових графем квадратної нотації. Розташований праворуч від (чорної) головки штиль схожий на лонгу в модальній нотації XIII століття та в мензуральній XIV століття. На відміну від квадратної нотації, де використовувався чотирилінійний нотоносець з ключами F або C, символи київської нотації записувалися на п'ятилінійному нотоносці і тільки в ключі C. У київській нотації немає типової для квадратної нотації графеми punctum. Ромбовидні графеми використовуються специфічно: два ромби без штилів нотуються один над одним на кшталт терції, однак, вказують не на дві, а на одну висоту, що знаходиться між ромбами.
На відміну від мензуральної нотації, у київській нотації немає знаку мензури (що відповідає західному модусу, темпусу та пролації), оскільки вся ритміка розспіву заснована на наскрізному бінарному поділі (співвідношення будь-яких сусідніх ритмічних рівнів 2:1). Найбільш уживані три рівні ритмічного поділу (оригінальні назви тривалостей, від найдовшої до найкоротшої, — «такта», «півтакта» і «чвартка»), рідше зустрічається четвертий — нижчий — рівень (оригінальна назва тривалості — «ламана»). Подовження на пів тривалості такти, напівтакти або чвартки позначається точкою (іноді ромбоподібної форми) праворуч від голівки (у такті — по центру між двома ромбоподібними головками), як у «звичайній» круглій нотації.
Також, на відміну від модальної та мензуральної нотацій, у київській нотації немає лігатур (одній ноті відповідає одна тривалість, як у звичній нам круглій нотації). Графема «ламаної», що складається з двох квадратних нот, нагадує західну двонотну лігатуру клівіс (clivis), однак (на відміну від клівісу) нижній квадрат у «ламану» ігнорується, і висота звуку визначається по верхньому квадрату. При розспіві одного стилю одиночні ноти об'єднуються в групу візуально (розміщені тісно один до одного), на шкоду рівномірному ритмічному ранжуванню.
Київська нотація використовувалась на теренах Російської імперії, зокрема у виданні 1772 році 4 співочих книг (Обіход, Ірмологій, Октоїх та Свята), які згодом перевидавалися, а також «Скорочений обіход нотного співу» (1778), в якому представлені найуживаніші піснеспіви чотирьох книг. Це видання використовували як початковий посібник з церковного співу у духовних навчальних закладах. У 1899 році також у київській нотації були опубліковані Тріодь пісна та Тріодь кольорова. Заплановані видання книг «Тверезони» та «Вимоги» після захоплення влади більшовиками не було реалізовані.